# Pocobletus bivittatus
Pocobletus bivittatus är en spindelart som beskrevs av Simon 1897. Pocobletus bivittatus ingår i släktet Pocobletus och familjen täckvävarspindlar. Inga underarter finns listade i Catalogue of Life.